# Banan zwyczajny
Banan zwyczajny, banan właściwy, błogosława, figa rajska, muza, pizang, banan zaostrzony (Musa paradisiaca L., Musa × paradisiaca, Musa paradisiaca var. sapientum, Musa acuminata × balbisiana) – gatunek rośliny jednoliściennej należący do rodziny bananowatych (Musaceae), powszechnie uprawiany dla owoców. Banan zwyczajny jest hybrydą prawdopodobnie dwóch gatunków dzikich: Musa acuminata i Musa balbisiana; nazwa Musa paradisiaca odnosi się tylko do roślin uprawnych będących hybrydami taksonów rodzicielskich niezależnie od ich ploidii i kombinacji genomów. Nie stwierdzono występowania banana zwyczajnego w stanie dzikim. Najważniejsza roślina uprawna w krajach o klimacie tropikalnym.

## Pochodzenie
Banan zwyczajny jest prawdopodobnie mieszańcem dwóch gatunków dzikich: Musa acuminata oraz Musa balbisiana. Ojczyzną tych gatunków i ich hybryd jest prawdopodobnie podpaństwo Indomalajskie. Mieszańcami M. acuminata oraz M. balbisiana mogą być rośliny diploidalne, triploidalne oraz tetraploidalne. Prawdopodobnie triploidia mieszańców została utrwalona przez człowieka w wyniku doboru sztucznego ze względu na większą żywotność i większe uzyskiwane zbiory.

## Występowanie
Banan zwyczajny jest gatunkiem właściwym dla państwa paleotropikalnego. Nie występuje w stanie dzikim. Uprawiany jest w rejonach tropikalnych i subtropikalnych: w Ameryce Łacińskiej (m.in. Brazylii, Ekwadorze, Kolumbii, Kostaryce, Hondurasie), Afryce Wschodniej, Zachodniej i Południowej (m.in. w Kamerunie, Nigerii, Wybrzeżu Kości Słoniowej, Demokratycznej Republice Konga, Ghanie, Burundi, Kenii, Rwandzie, Tanzanii, Ugandzie), w Australii i krajach Pacyfiku (m.in. Australii, Mikronezji, Filipinach, Papui-Nowej Gwinei), Azji (m.in. Indiach, Bangladeszu, Tajwanie), a także Turcji.

## Morfologia
PokrójTrwała bylina z liśćmi na długich, mięsistych ogonkach liściowych, które tworzą nibypień o średnicy ok. 40 cm (pochwa nowego liścia obejmuje pozostałe). Poprzez pień przenika oś kwiatostanu. Banan zwyczajny posiada silne kłącze, z którego wyrasta krótka łodyga. Gatunek ten osiąga do 15 metrów wysokości.
LiścieLiście pojedyncze, lancetowate, równowąskie, z blaszką o długości do 3–4 m, z grubym nerwem środkowym. Nerwy boczne wyrastają niemal pod kątem prostym. Są całobrzegie, jednak niewzmocnione brzegi liścia zbudowane z niewytrzymałej tkanki miękiszowej mogą ulegać postrzępieniu. Wyrastają zwinięte w rurkę.
KwiatyNiezróżnicowane na okwiat i koronę, dwuwargowe kwiaty na początku są białawożółte, a następnie ciemnieją. Zebrane są w szczytowy, duży i zwisający pod wpływem własnego ciężaru kwiatostan, osiągający nawet 3 metry długości. Kwiaty pozornie obupłciowe: wszystkie wytwarzają zarówno pręciki, jak i słupki, jednak w dolnej części kwiatostanu znajdują się tzw. kwiaty żeńskie niezdolne do produkcji pyłku, a w szczytowej – kwiaty męskie z niezdolnym do zapylenia słupkiem. Środkową część zajmują kwiaty obupłciowe. Kwiaty żeńskie posiadają słupek złożony z trzech owocolistków oraz 3 – komorową zalążnię, natomiast kwiaty męskie – 5 lub 6 pręcików. Każdy kwiat posiada barwny, silnie grzbiecisty, trzykrotny okwiat. Pięć listków okwiatu jest zrośniętych, a szósty – wolny.
OwoceBeznasienne, lekko zakrzywione, podłużne jagody, trój- lub czworograniaste, powszechnie zwane bananami. Okrywająca owoc skórka (o kolorach od zielonego do czerwonopomarańczowego) w trakcie dojrzewania zmienia kolor; u najpopularniejszych odmian z zielonego na żółtą. W kwiatostanie powstaje do 400 owoców, zebranych w szeregi zwane rączkami; każda rączka składa się z od 4 lub 6 do 20 jagód, czyli paluszków. Miąższ owoców banana zwyczajnego jest słodki, mączysty i kremowy.

## Biologia

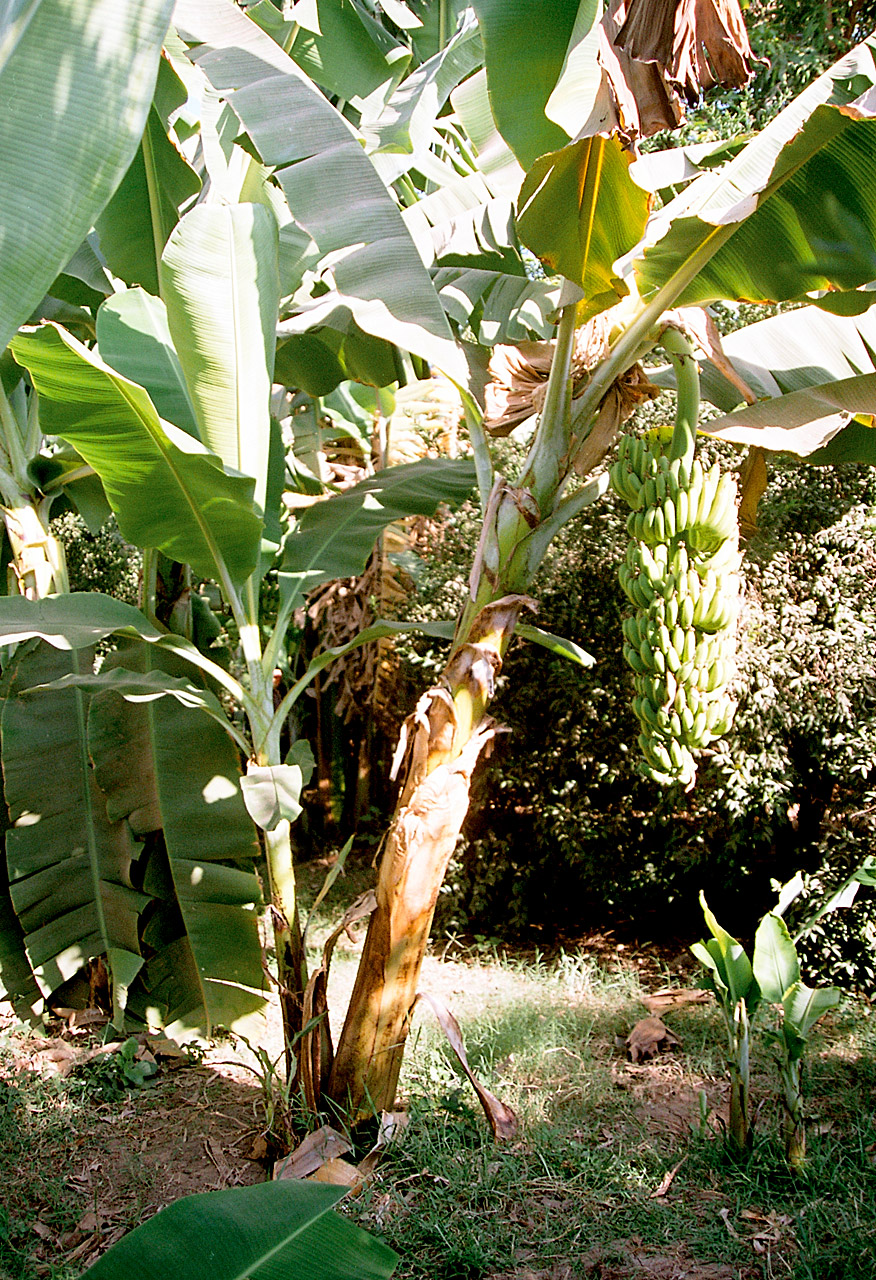
Pokrój banana

### Cechy fitochemiczne
Za zapach owoców odpowiedzialny jest olejek eteryczny będący mieszaniną estrów, występujący w ilości do 0,3–0,6% suchej masy; jego głównym składnikiem (pod względem zapachu) jest octan izoamylu.

### Rozmnażanie
Musa paradisiaca rozmnaża się wegetatywnie poprzez kłącza. Banan zwyczajny wytwarza partenokarpiczne owoce, chociaż jego pręciki produkują pyłek. Ziarna pyłku są jednak pozbawione zdolności kiełkowania, a zalążki są zwykle nie w pełni wykształcone. Roślina na poszczególnych pędach nadziemnych kwitnie i wytwarza owoce tylko raz, po czym pęd taki zamiera, a z kłącza wyrasta kolejny. Kwitnienie i owocowanie następuje po 2 latach od zasadzenia. 

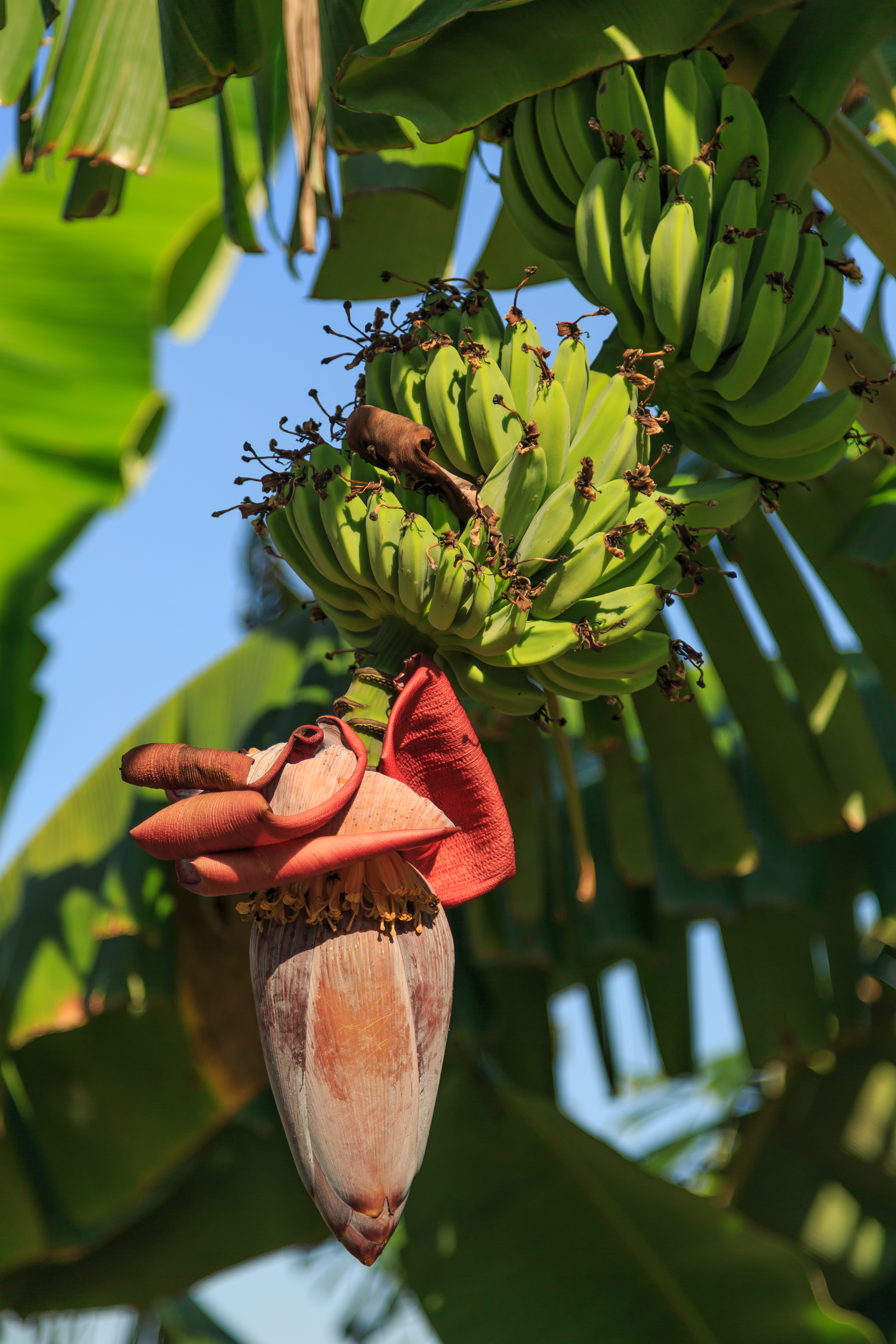
Kwiatostan i owocostan banana

### Genom banana zwyczajnego
Odmiany banana zwyczajnego różnią się między sobą ploidią. Wyróżnia się odmiany triploidalne oraz tetraploidalne. Triploidy posiadają 3n = 33 chromosomy, natomiast tetraploidy 4n = 44 (oba diploidalne garunki wyjściowe M. acuminata oraz balbisiana to diploidy o 2n = 22 chromosomach). Odmiany genetyczne oznacza się, zakładając oznaczenie genomów wyjściowych: AA w przypadku Musa acuminata oraz BB w przypadku Musa balbisiana.

## Odmiany banana zwyczajnego
Banan zwyczajny posiada odmiany skrobiowe (plantany, banany warzywne), spożywane po ugotowaniu; deserowe, spożywane na surowo; jak również odmiany o uniwersalnym zastosowaniu. Większość odmian to triploidy.
| Ploidia     | Oznaczenie kombinacji | Typ owoców | Nazwa międzynarodowa odmiany |
| ----------- | --------------------- | ---------- | ---------------------------- |
| triploidy   | AAB                   | deserowe   | Silk Fig                     |
| triploidy   | AAB                   | deserowe   | Mysore                       |
| triploidy   | AAB                   | deserowe   | Pome                         |
| triploidy   | AAB                   | skrobiowe  | Maia Maole                   |
| triploidy   | AAB                   | skrobiowe  | Horn Plantain                |
| triploidy   | ABB                   | mieszane   | Awak                         |
| triploidy   | ABB                   | skrobiowe  | Bluggoe                      |
| triploidy   | ABB                   | skrobiowe  | Silver Bluggoe               |
| triploidy   | ABB                   | skrobiowe  | Pelpita                      |
| tetraploidy | ABBB                  |            | Tiparot                      |

## Zastosowanie

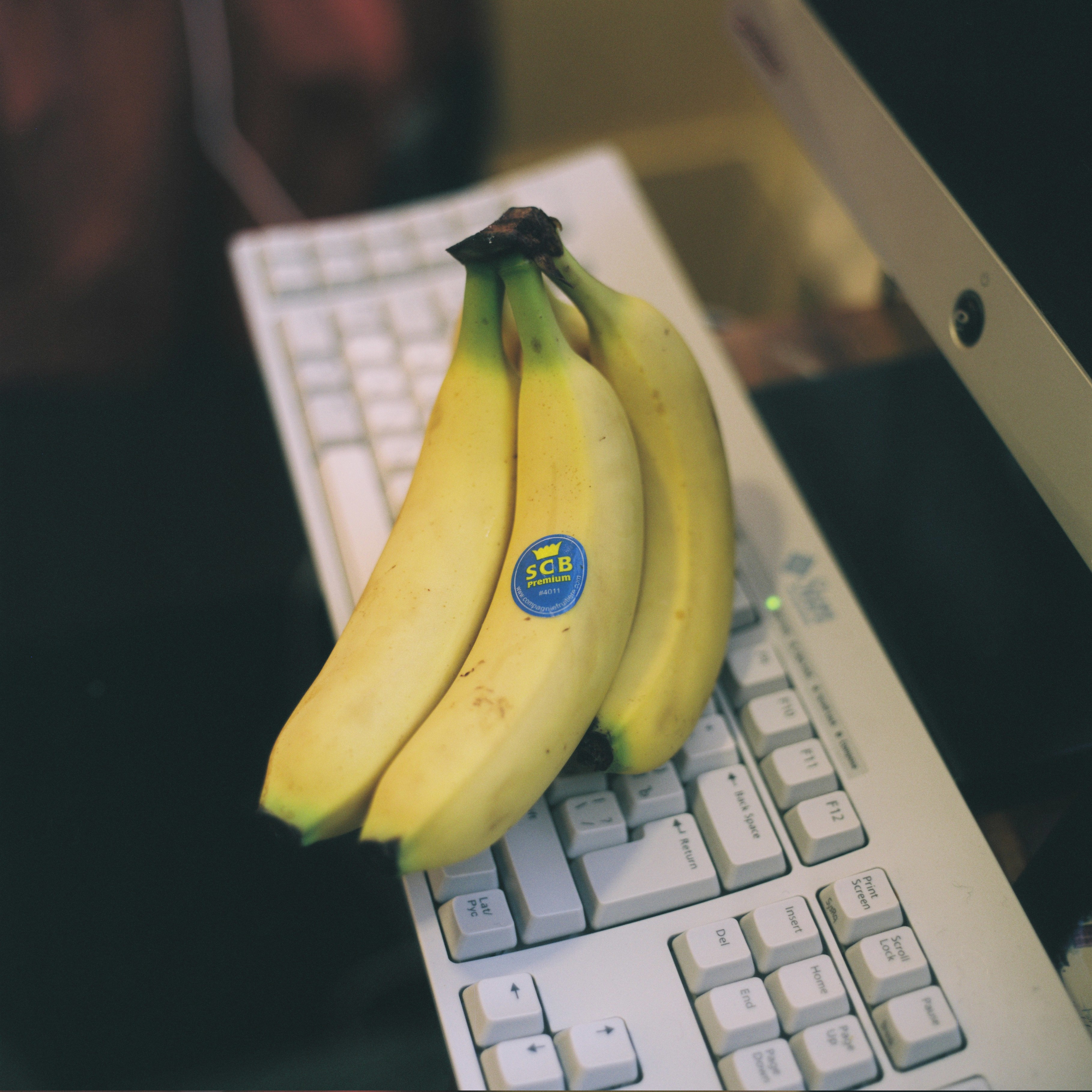
Owoce banana

### Zastosowanie w kuchni

#### Skórki
Skórki bananów to bogate źródło minerałów, związków bioaktywnych i błonnika pokarmowego. Można z nich np. upiec ciasto, przygotować ocet lub wykorzystać je do zmiękczania mięsa. Od niedawna produkuje się mąkę ze skórek bananowych.

#### Owoce odmian skrobiowych
Owoce odmian skrobiowych, bogatych w skrobię, przed spożyciem gotuje się, piecze lub smaży. Można je utrwalać, susząc lub wędząc. Wytwarza się z nich także mąkę. Są jedną z podstaw wyżywienia w krajach Afryki, Indiach, Indonezji, na wyspach Pacyfiku oraz części Ameryki Południowej. Przetwarza się je także na chipsy bananowe.

#### Owoce odmian deserowych
W czasie dojrzewania zawarta w jagodach skrobia jest rozkładana do cukrów prostych. Słodkie owoce odmian deserowych spożywa się na surowo, po obraniu. Wykorzystuje się je także jako składniki deserów (jak banana split), dżemów, galaretek, napojów; sporządza się również syropy, wina i likiery. Banany przechowuje się w temperaturze pokojowej.

#### Inne części rośliny

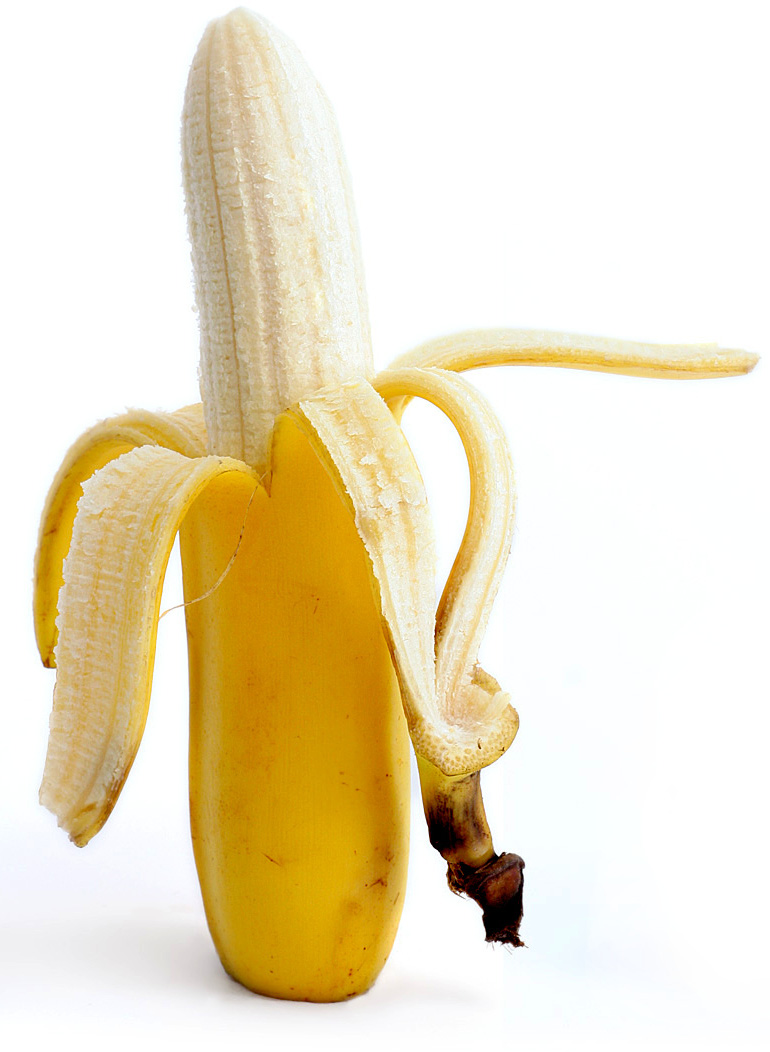
Częściowo obrany ze skórki owoc banana

Spożywa się kwiaty w postaci surowej (Laos, Tajlandia) bądź po ugotowaniu (Mjanma). Górna część (ok. 30 cm) pseudopnia bananowca po posiekaniu wykorzystywana jest jako składnik birmańskiej zupy rybnej mohinga. Pęd kwiatowy wewnątrz młodego pnia pozornego, a także szczyt niedojrzałego kwiatostanu spożywa się po ugotowaniu jako warzywo. W krajach afrykańskich wykorzystuje się również pąki, kwiaty, przysadki oraz młode, zwinięte jeszcze liście.

### Zastosowanie w medycynie i kosmetyce
W medycynie ludowej krajów tropikalnych młode liście bananów używane są do leczenia oparzeń, sok z pędów jako środek przeciwbiegunkowy oraz hamujący wypadanie włosów, natomiast sok z korzeni jako lek przeciwgorączkowy. W Indiach podaje się plantany jako lekkostrawny posiłek łagodzący wzdęcia, niestrawność i wrzody żołądka. Ponadto spożywanie bananów ma przyczyniać się do obniżenia poziomu cholesterolu we krwi. Prowadzone na szczurach badania sugerują pozytywny wpływ pozyskiwanych z banana zwyczajnego substancji m.in. w leczeniu cukrzycy ze współwystępującą chorobą wrzodową żołądka, w kontrolowaniu masy ciała i poziomu glukozy we krwi w cukrzycy oraz w stymulowaniu właściwego funkcjonowania jąder (działanie androgeniczne i anaboliczne). Wykazano również ochronne działanie banana zwyczajnego na wątrobę oraz znane z medycyny ludowej działanie przeciwbiegunkowe. Potwierdzono także wspomaganie przez wyciągi z liści leczenia ran i oparzeń oraz ich antybakteryjne działanie. Banany niedojrzałe wykazują silniejsze działanie lecznicze. Banany wykorzystuje się również do produkcji kremów pielęgnujących suchą i wrażliwą skórę.

### Inne zastosowania
Z bananów można uzyskiwać m.in. skrobię, pektynę, celulozę, barwniki, aromaty, naturalne substancje konserwujące oraz substancje biologicznie czynne. Części rośliny nieprzeznaczone do spożycia można wykorzystać jako paszę dla zwierząt hodowlanych. Skórki owoców można wykorzystać jako naturalny nawóz i składnik kompostu. Liście bananowca są wykorzystywane powszechnie jako opakowanie produktów spożywczych oraz w roli podkładki, na którą nakłada się posiłki. Używa się też ich do pokrycia domów; włókna z liści skręca się w powrozy, z których wyplata się maty. Części bananów niewykorzystywane w przemyśle spożywczym można wykorzystywać m.in. jako źródło biomasy, włókien, nawozów lub substancji pochłaniających metale ciężkie.

## Banan zwyczajny w kulturze i religii

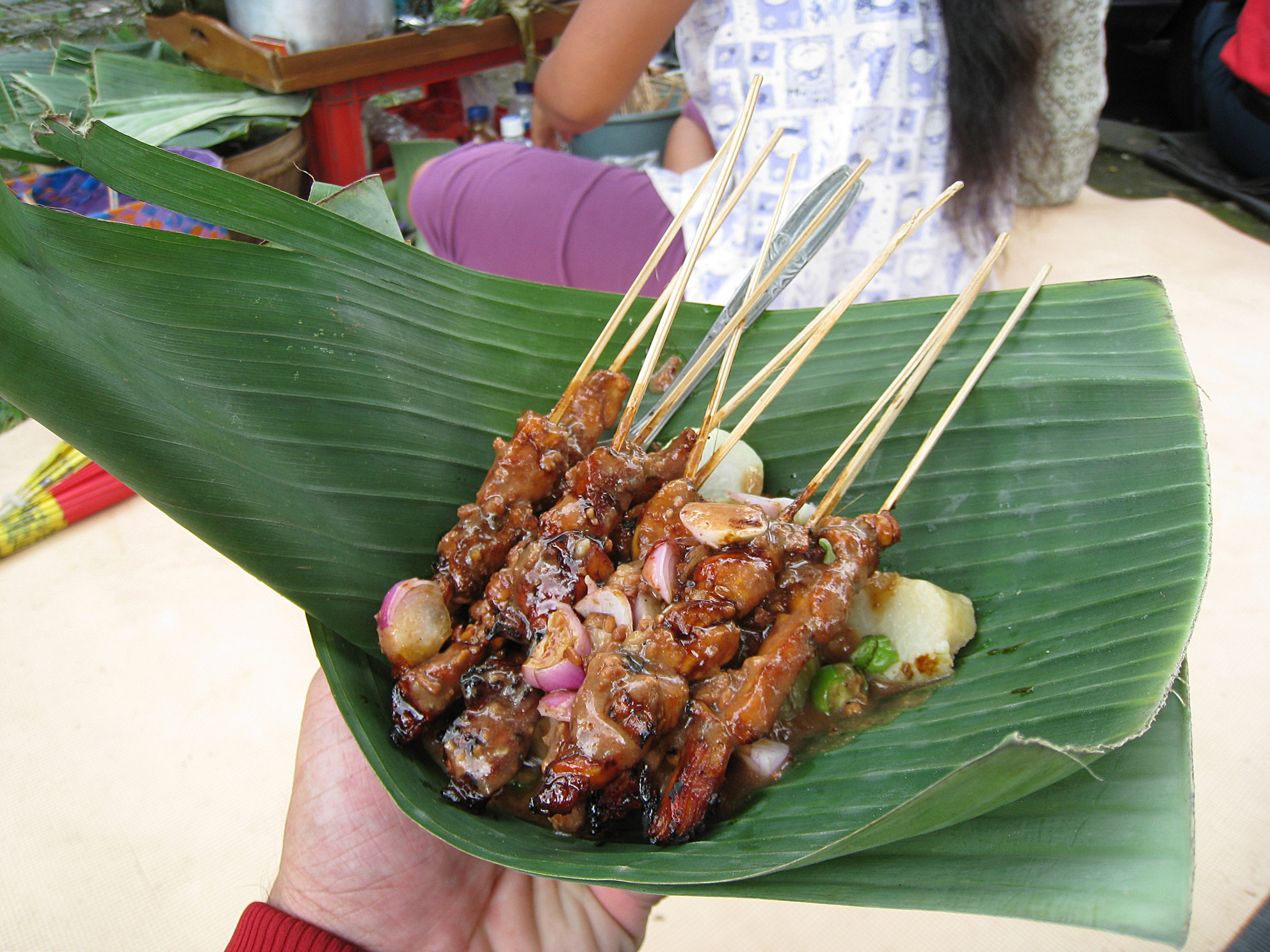
Satay z kurczaka z ryżem podany na talerzu z liścia banana, Jawa

Podobieństwa między gatunkami i hybrydami uprawnymi sprawiają, że w kulturze mogą być one nierozróżnialne.
- Banan w wierzeniach religii hinduistycznej symbolicznie reprezentuje Lakszmi, Sakambhari i Wanadurgę. Występuje też jako symbol znaczenia mantry Neti neti[36]. W kulcie jest używany podczas Lakszmipudźy i Durgapudźy (wtedy jest kąpane i ubierane w szaty analogicznie jak posążki bóstw).
- W Tajlandii z pozornych pni bananów rzeźbi się dekoracje używane podczas pogrzebów i uroczystości religijnych, nazywane thaeng yuak[37].
- Podczas tajlandzkiego święta Loy Krathong spławia się tratewki wykonane z liści bananów[38].
- Andy Warhol umieścił wizerunek banana na okładce słynnego, kontrowersyjnego albumu grupy The Velvet Underground – The Velvet Underground & Nico.
- Leonard Cohen konsumuje banana na zdjęciu zdobiącym okładki albumu I’m Your Man (1988) oraz singla o tym samym tytule
- Banan pojawia się w nawiązujących do Pulp Fiction graffiti Banksy’ego[39].
- Określenie „bananowa młodzież”, stworzone w latach 60. i używane przez PZPR (nawiązujące do luksusowych i deficytowych w czasach PRL bananów) miało kompromitować studentów związanych z marcowymi protestami w 1968 roku.
- Poślizgnięcie się na skórce od banana jest znanym slapstickowym gagiem, wykorzystywanym od czasów kina niemego[40].

## Uprawa i handel bananami

### Uprawa

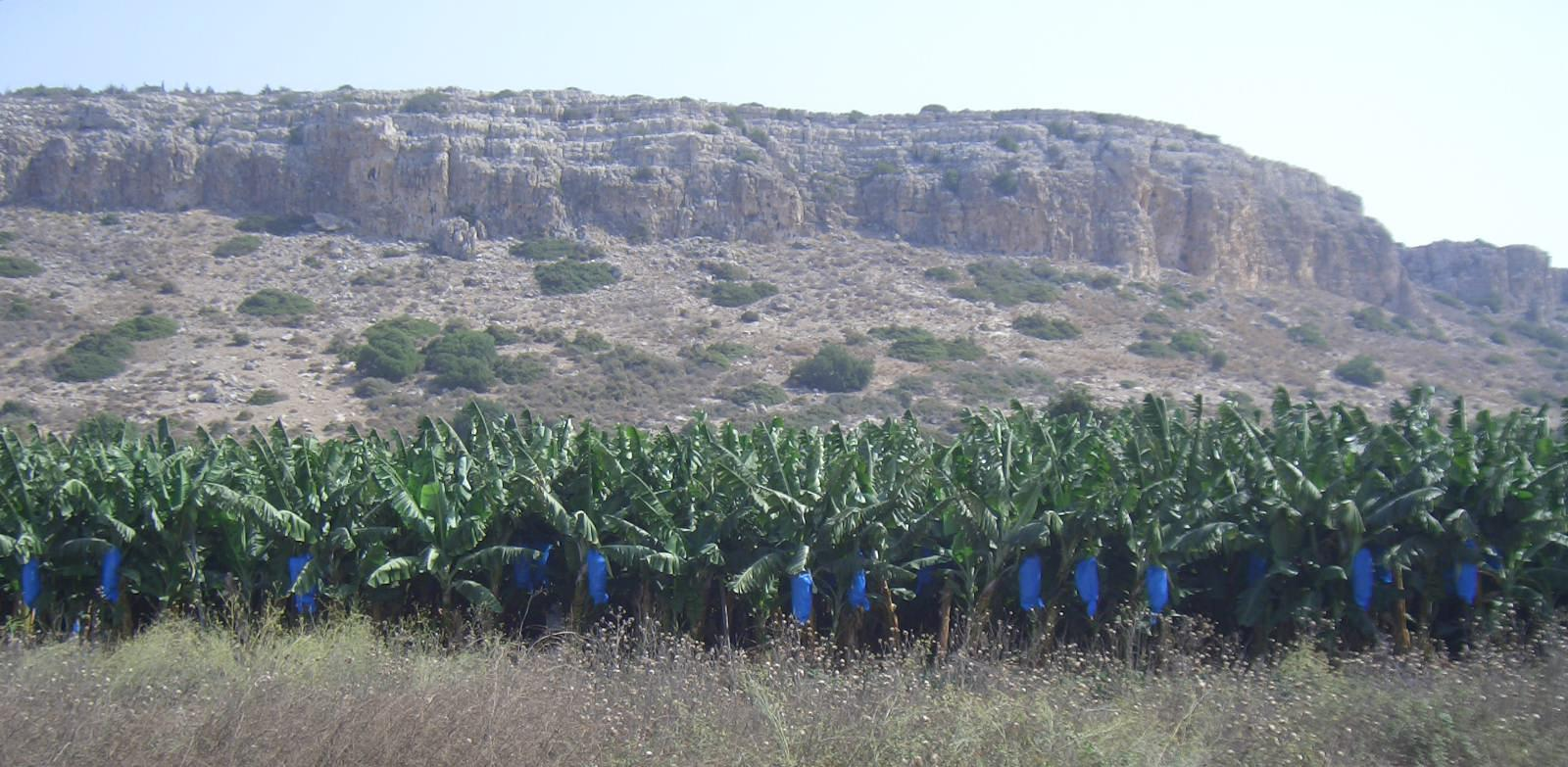
Uprawa bananów w pobliżu kibucu Ma’agan Micha’el, Izrael

Banany prawdopodobnie uprawiano już 4000 lat temu. Obecnie rośliny te, w tym Musa paradisiaca, uprawia się w około 120 krajach. Owoce zawdzięczają popularność niskiej cenie i dużym wartościom odżywczym. W uprawie banan zwyczajny wymaga wilgotnego klimatu i temperatury od 15 do 35 °C, a także dużych ilości wody. Preferuje tereny nizinne. Banany w uprawie rosną w tzw. gniazdach zawierających od 3 do 5 pędów. Owoce uzyskuje się po 2 latach od posadzenia rośliny. W sprzyjających warunkach z każdego gniazda owoce można uzyskiwać co 3–6 miesięcy; uprawę można prowadzić cały rok. Średni plon owoców uzyskany z hektara uprawy może osiągać 30 ton na hektar. Banany w kiściach przed zebraniem często okrywa się folią lub specjalnymi klatkami, chroniąc je w ten sposób przed zjedzeniem przez zwierzęta, np. nietoperze. Niedojrzałe banany przewozi się, głównie do Europy, w temperaturze ok. 12 °C. Dojrzewanie owoców można przyspieszyć, poddając je działaniu etylenu. Na plantacjach wysokotowarowych bananowce uprawia się zwykle przez 5–20 lat, ale przy uprawie ekstensywnej gaje bananowców mogą mieć nawet 60 lat.

### Szkodniki i choroby
Szkodnikiem bananów są m.in. mszyce Pentalonia nigronervosa oraz nicienie, jak Pratylenchus coffeae. Banany są atakowane również przez bakterie, wirusy i grzyby. Jedną z najpowszechniejszych grzybic bananów jest tzw. choroba panamska, wywoływana przez Fusarium oxysporum. Uprawa monokultur, przyczyniająca się do zmniejszenia różnorodności genetycznej, może też powodować mniejszą odporność roślin.

### Zagrożenia dla środowiska
Używane pestycydy i nawozy mogą być niebezpieczne dla środowiska i zanieczyszczać wodę oraz glebę, przyczyniając się do jej wyjałowienia. Pozyskiwanie ziemi pod uprawę bananów wiąże się z deforestacją, a intensywna uprawa może być przyczyną erozji gleby. Produkcja bananów jest także źródłem wielu odpadów.

### Handel bananami
Banany są najważniejszym w handlu owocem tropikalnym. Większość owoców jest produkowana i dystrybuowana przez międzynarodowe firmy, takie jak Chiquita lub Dole. Owoce importowane są głównie przez kraje Unii Europejskiej, USA oraz Japonię.

### Problemy społeczne związane z uprawą bananów
Kontrowersje wzbudza często niewspółmierna do czasu poświęconego pracy pensja pracowników, stanowiąca bardzo małą część ceny rynkowej owocu. Pracownicy plantacji, narażeni na kontakt z toksycznymi środkami ochrony roślin, nie są wyposażani w niezbędne środki ochrony osobistej. Na plantacjach chętniej zatrudnia się też mężczyzn niż kobiety. Przy uprawie bananów w wielu krajach pracują dzieci.

## Galeria

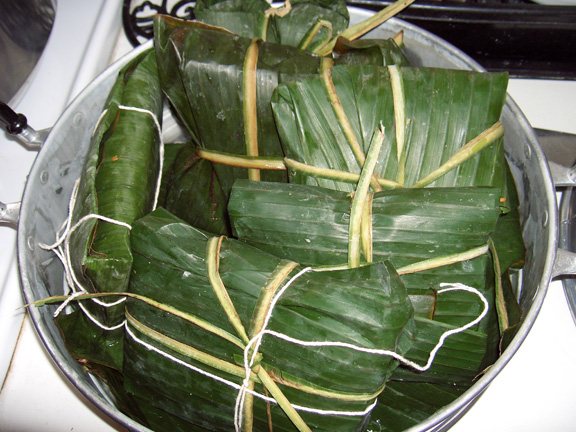
Liść bananowca w roli opakowania
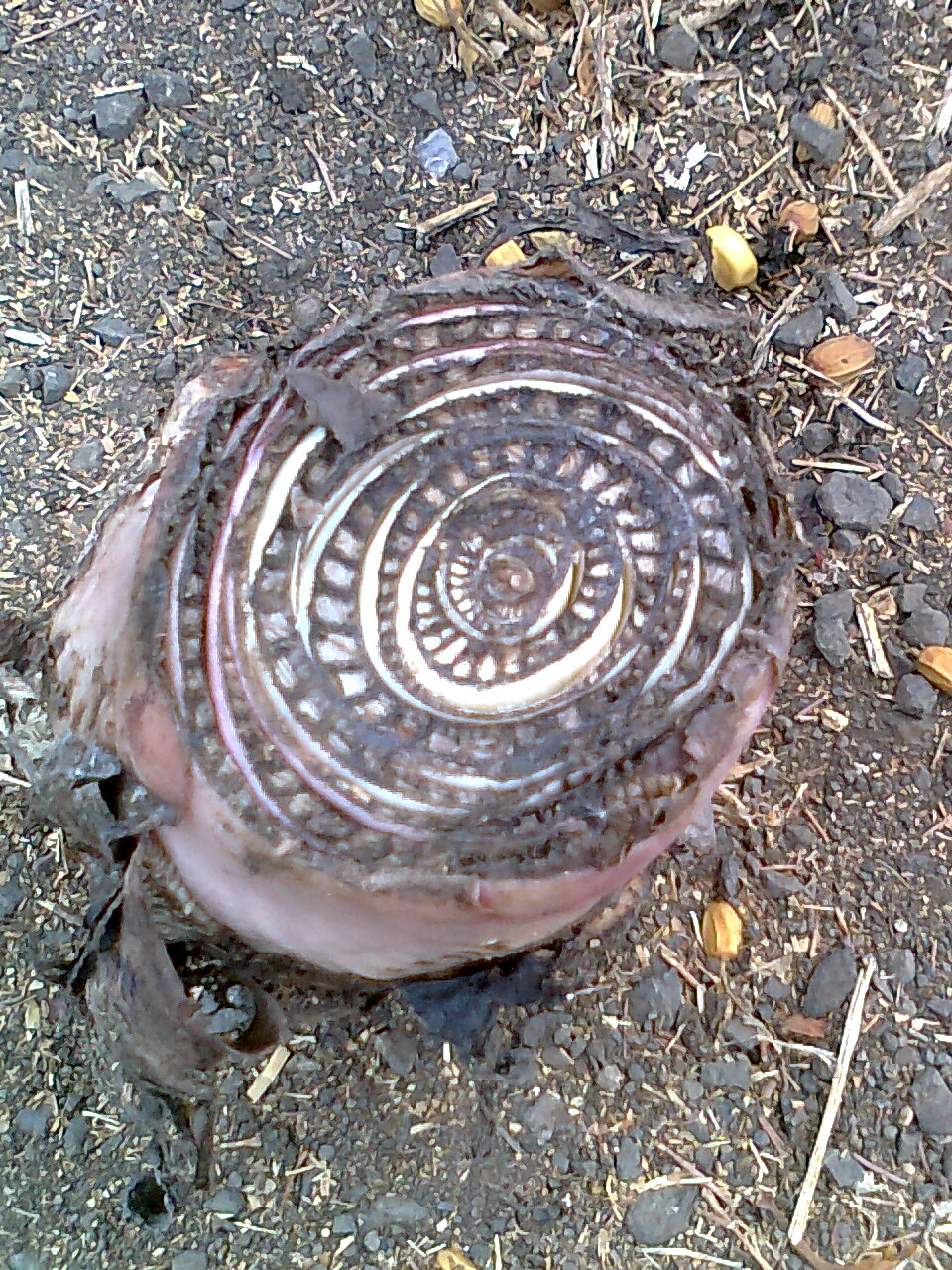
Przekrój przez nibypień tworzony przez pochwy liściowe
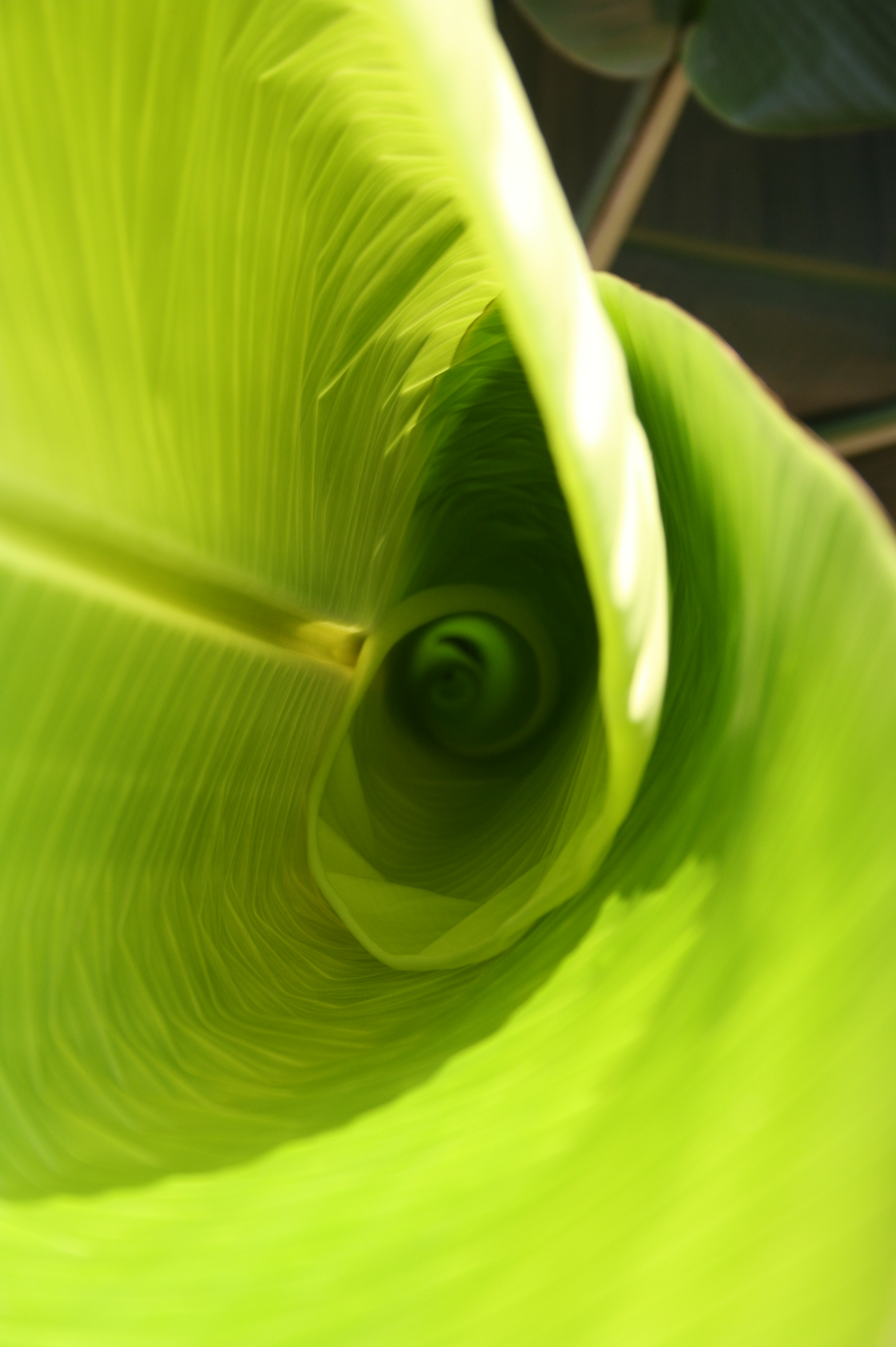
Młody, jeszcze zwinięty liść
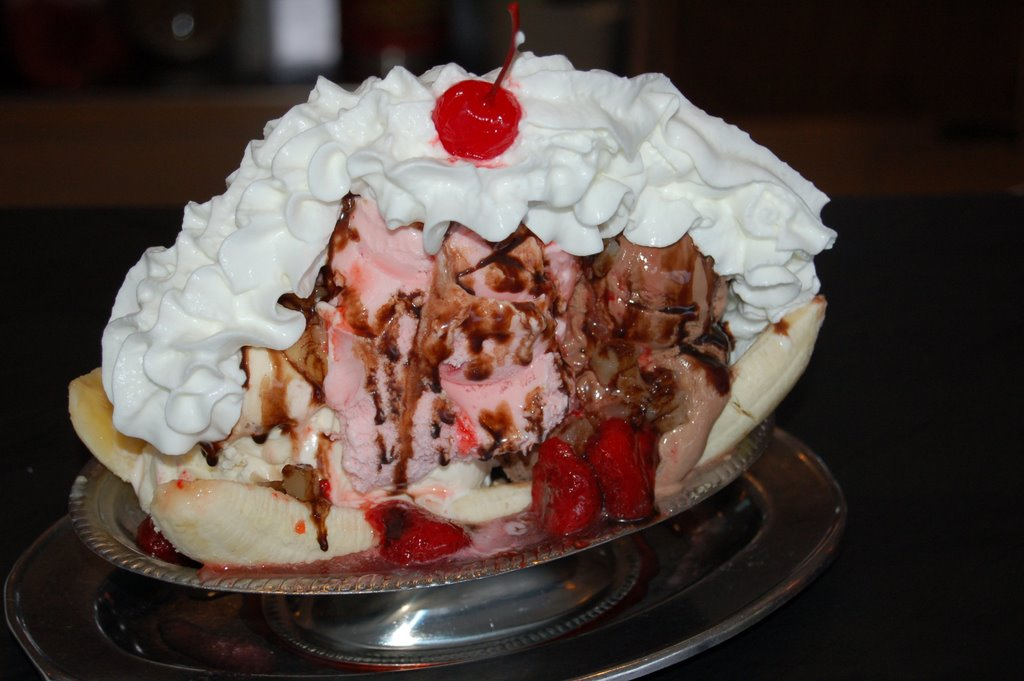
Banana split, jeden z najpopularniejszych bananowych deserów
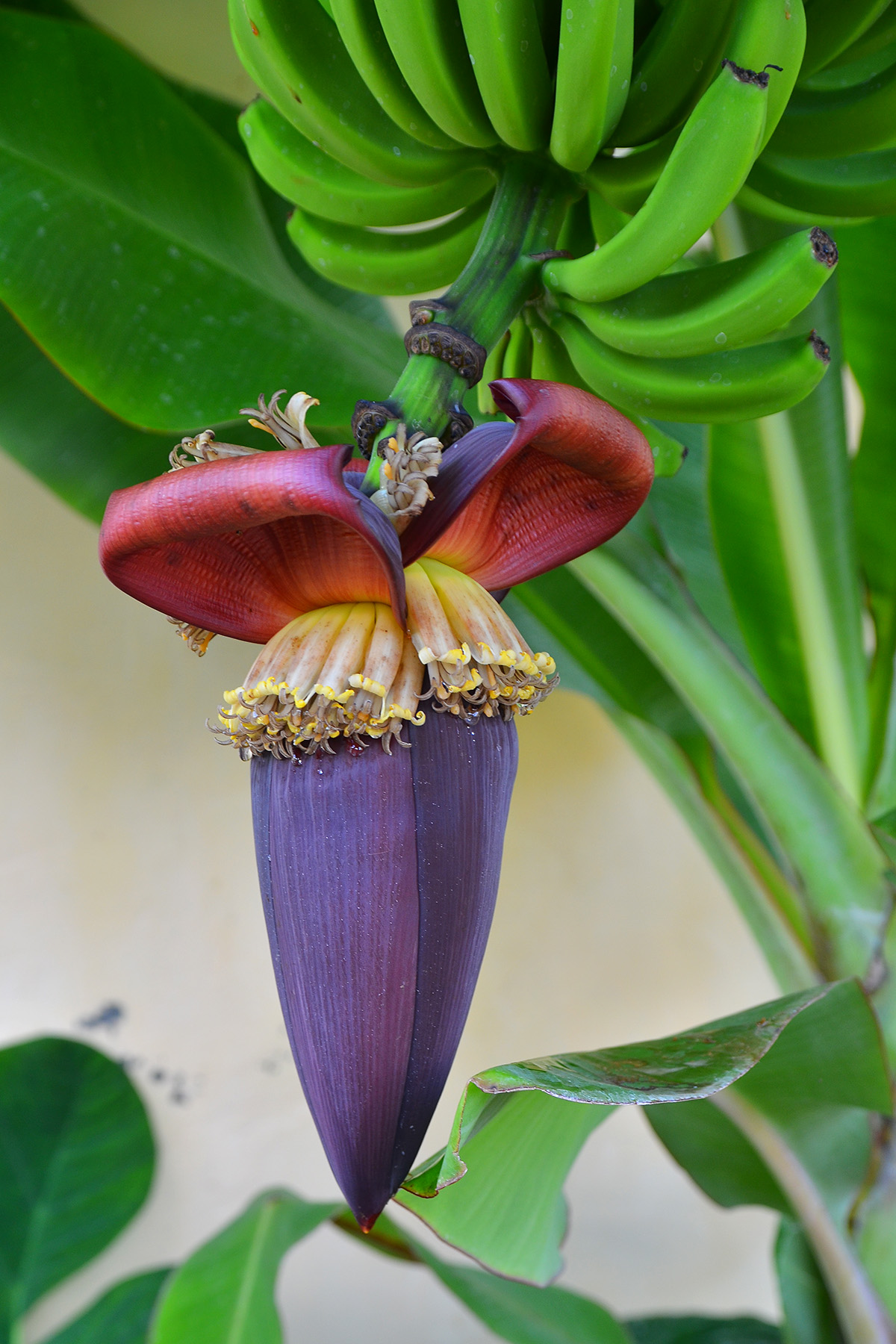
Kwiatostan bananowca (uprawy na wyspie La Palma w archipelagu Wysp Kanaryjskich)